# 蝙蝠侠：漫长的万圣节
《蝙蝠侠：漫长的万圣节》（英語：Batman: The Long Halloween）是一部連載13期的美国漫画系列，由杰夫·洛布（Jeph Loeb）所撰写，蒂姆·塞尔（Tim Sale）所创作。本系列由DC漫画公司于1996年和1997年出版。这是蝙蝠俠三部曲《Batman: Legends of the Dark Knight》万圣节特辑（在《Batman: Haunted Knight》中重印）的后续作品。该系列的成功促使勒布和塞尔在此之後又合作出版了两部续集，分别是《蝙蝠侠：黑暗胜利》（1999年至2000年）和《猫女：在罗马》（2004年）。
《漫长的万圣节》的故事開頭背景為蝙蝠侠出道早期，讲述了一个名叫“假日”（Holiday）的神秘杀手，他会在每个月的节日杀人，蝙蝠侠与地方检察官哈维·丹特和詹姆斯·戈登警长合作，他们试图在每月“假日”下手之前，找到“假日”是谁。同时還要阻止哥谭市两个最强大的家庭马罗尼和法尔科内之间的犯罪战争。这部漫画还重新介绍了蝙蝠侠最难以捉摸的敌人之一，日历人，他知道“假日”的真实身份，但拒绝直接告诉蝙蝠侠。而是在阿卡姆疯人院牢房里暗示蝙蝠侠。这个故事还揭露了哈维·丹特是如何由一位充满正义的地方检查官变成蝙蝠侠知名反派之一双面人。稻草人、小丑、疯帽匠、毒藤女和谜语人等粉丝熟知的经典反派也有出场。
从故事连续性的角度来看，《漫长的万圣节》延续了《蝙蝠侠：第一年》的故事，並且讲述了双面人的起源。

## 剧情
在六月的一场婚礼上，哥谭市黑帮老大卡迈恩“罗马人”法尔科内试图向布鲁斯·韦恩施压，要求他帮忙洗钱，但布鲁斯拒绝了。布鲁斯和他的女友赛琳娜·凯尔（Selina Kyle）一起离开了派对，但他们发现哥谭市地方检察官哈维·丹特（Harvey Dent）被法尔科内帮的暴徒殴打。他们帮助被暴徒打晕的哈维离开，但是哈维对布鲁斯并不多友好（布鲁斯和哈维是老相识）；后来，布鲁斯化身蝙蝠侠回来调查法尔科内的顶层公寓，但发现猫女也订婚了。蝙蝠侠被蝙蝠灯召唤与丹特和警察队长吉姆戈登会面。三人同意达成一项协议，结束法尔科内的统治，通过保留法律的解释权但不违反法律的方式。
哥谭市银行董事会成员布鲁斯利用他作为蝙蝠侠的影响力，推翻了现任总统理查德·丹尼尔（Richard Daniel），并接管了银行的法尔科内（Falcone）资金。在他叔叔的命令下，法尔科内的侄子约翰尼·维蒂刺杀了丹尼尔。
维蒂本人在万圣节被一名身份不明的袭击者杀死，留下了一把无法追踪的手枪,粗糙消音器的婴儿奶瓶中的和一个南瓜灯 。蝙蝠侠、戈登和丹特在蝙蝠侠看到猫女潜伏在附近时讨论了这起谋杀案。她把蝙蝠侠带到一个仓库，法尔科内被迫从他的资金中藏匿了2000多万美元。蝙蝠侠和丹特同意放火烧仓库并销毁这笔钱。法尔科内这次的回应是雇佣了一伙名叫“爱尔兰人”的杀手，他们的任务是报复被提升为地区检察官的丹特。爱尔兰人摧毁了丹特的家，但丹特和他的妻子吉尔达活了下来。在感恩节，爱尔兰人自己被一名身份不明的特工杀死，这名特工留下了相同类型的手枪和消音器，以及感恩节装饰品。法尔科内的保镖米洛斯·格拉帕（Milos Grappa）在圣诞节以类似的方式被杀。这名身份不明的袭击者被命名为“假日”，据信是法尔科内的对手。
除夕夜時，蝙蝠俠阻止小丑在高譚廣場釋放致命的笑氣，因为小丑相信假日将是其中之一，并断言“哥谭没有足够的空间容纳两个杀人狂”。
与此同时，丹特的助手弗农·菲尔兹（Vernon Fields）发现了据称将法尔科内与韦恩联系起来的证据。在法尔科内游艇上，法尔科内的儿子阿尔贝托在新年前夜被假日杀死并被推下船
在接下来的几个月里，假日的目标变成了哥谭的犯罪团伙Maronis。法尔科内和马罗尼斯之间的战争爆发，法尔科内被迫转向招募哥谭的“怪胎”（如谜语人和毒藤）来坚守阵地。根据法尔科内的指示，毒藤在情人节那天成功地诱捕了布鲁斯·韦恩，胁迫他为法尔科内洗钱。这无意中将蝙蝠侠排除在外。直到圣帕特里克节，塞琳娜·凯尔才弄清楚他身上发生了什么，并作为猫女将他从毒藤的魔掌中解救出来。在愚人节，谜语人成为第一个幸免于难的目标，蝙蝠侠怀疑这是假日发出的信息，向法尔科内表明凶手知道法尔科内在做什么，并想摧毁他。
与此同时，假日留下的手枪和从假日的受害者那里收集的子弹被追踪到唐人街的一个社区，但枪手在母亲节被发现作为假日的受害者死亡。第二天，丹特跟进了弗农的调查，并逮捕了布鲁斯，声称布鲁斯的父亲托马斯·韦恩在法尔科内被枪杀后救了他一命，布鲁斯忠于猎鹰队。然而，布鲁斯的管家阿尔弗雷德作证说，托马斯·韦恩的报告从未因警察腐败而曝光，使检方感到尴尬，并宣布布鲁斯无罪，特别是考虑到哥谭市验尸官在独立日被谋杀。
萨尔·马罗尼（Sal Maroni）早些时候被俘虏，在父亲节被杀后，他提出对法尔科内作证。在审判期间，他向丹特扔了一小瓶硫酸（弗农早些时候偷偷给他的）—— 毁坏了丹特的半张脸。丹特被送往医院，但刺伤了他的外科医生并逃到下水道，当他遇到所罗门·格兰迪时，他平静下来。戈登推断丹特可能是假日，但蝙蝠侠拒绝相信，直到他能和丹特本人交谈。
在法尔科内的妹妹卡拉·维蒂（Carla Viti）在八月法尔科内生日那天被谋杀，她的尸体在验尸官办公室被发现后，蝙蝠侠最终询问日历人朱利安·格雷戈里·戴（Julian Gregory Day）在哪里可以找到丹特。戴暗示，既然是劳动节，假日会试图杀死马罗尼。蝙蝠侠与戈登一起制定了一个计划，要移动马罗尼，这给了假日手段和机会。在转移过程中，假日出现并设法射杀了马罗尼，但蝙蝠侠伪装成保安之一，能够阻止他。然后，假日被揭露为阿尔贝托·法尔科内，卡尔米内·法尔科内的儿子，他上演了他的死亡。
在万圣节，丹特以“双面人”的身份重新出现。他根据掷硬币的方式从阿卡姆疯人院释放了囚犯，然后寻找并杀死了卡迈恩 ·法尔科内和弗农，尽管蝙蝠侠试图阻止他。法尔科内的女儿索菲亚也在猫女造成的事故中丧生。
他的复仇完成，双面人向戈登和蝙蝠侠自首，但告诉他们有两个假日杀手。戈登感到困惑，因为阿尔贝托已经承认了所有的杀戮。虽然蝙蝠侠最初驳斥了双面人的声明，但他指出，双面人在万圣节杀死了法尔科内和他的最后一个合作者，从技术上讲可以被认为是假日。虽然双面人与被重新俘虏的囚犯一起被囚禁在阿卡姆，但阿尔贝托能够以精神错乱为由推迟他的处决。
几个月后，在圣诞节前夕，吉尔达正在打包箱子，准备搬离哥谭，但把一个箱子带到她的炉子里，里面有一把.22口径的手枪，一顶帽子，还有她丈夫的衣服。当她烧毁这些物品时，她想着自己如何开始在节假日杀戮，试图结束法尔科内对哥谭的控制，减少她丈夫的工作量，这样他们就有时间在一起了。她始终怀疑阿尔贝托在撒谎，而是选择相信丹特从新年前夜开始接受了成为“假日”。尽管如此，她还是希望阿尔贝托作为他们的“替罪羊”，因为她知道当局没有丹特在他们身边就无法找到另一个假日杀手。吉尔达知道丹特并不是真正的疯子，可以改邪归正，她仍然相信哈维·丹特。